# ボストン (競走馬)
ボストン（Boston、1833年 - 1850年）はアメリカ合衆国の競走馬・種牡馬。45戦して40勝の戦績を残したアメリカ初期の名馬であり、死の105年後の1955年にはアメリカ殿堂馬に選ばれている。これは殿堂馬の中でも1814年生まれのアメリカンエクリプスに次いで時代が古い。レキシントンの父としても知られる。
1833年リッチモンドで生まれる。その後1835年に生産者であるウィッカムがナザニエルと行ったカードゲームに負け、その負け分800ドルの返済に代わりボストンを譲ったという。ボストンという名前もボストンではなくカードゲームの名前より名付けられたとされている。
このあとジョン・ベルチャーのもとで訓練を受けることになったボストンだが、あまりに凶暴な気性のため調教師は非常に手を焼いた。一時は去勢も検討されたほどで、跳んだりはねたりして騎手を振り落とそうとしたり、レースに出れば自分から止まり、はてはほかの馬に噛みつく有様だった。しかしその後アーサー・テイラーのもとに移ると連勝を重ね、3歳から10歳時に引退するまでの8年間に40もの勝利を積み重ねた。
その後は種牡馬としてケンタッキー州などで供用されたが、晩年も凶暴な気性は直らず、さらには若いころの傷がもとで失明してしまい1850年に死亡した。その年に生まれたレキシントンと、そのライバル・ルコント、1846年生まれのレッドアイなどの産駒を送り出し、1841年から1843年までの3年間アメリカリーディングサイアーを獲得している。

## 血統表
| Bostonの血統(ヘロド系/Diomed 3×3=25.00%/Eclipse 4×5×5=12.50%/Syme's Wildair4×5=9.38%/Marske 5×5=6.25% | Bostonの血統(ヘロド系/Diomed 3×3=25.00%/Eclipse 4×5×5=12.50%/Syme's Wildair4×5=9.38%/Marske 5×5=6.25% | Bostonの血統(ヘロド系/Diomed 3×3=25.00%/Eclipse 4×5×5=12.50%/Syme's Wildair4×5=9.38%/Marske 5×5=6.25% | （血統表の出典）               | （血統表の出典） |
| 父 Timoleon 1814 栗                                                                                   | 父の父Sir Archy 1805 鹿                                                                               | Diomed 1777 栗                                                                                        | Florizel                       | Florizel         |
| 父 Timoleon 1814 栗                                                                                   | 父の父Sir Archy 1805 鹿                                                                               | Diomed 1777 栗                                                                                        | Spectator Mare                 |                  |
| 父 Timoleon 1814 栗                                                                                   | 父の父Sir Archy 1805 鹿                                                                               | Castianira 1796 黒鹿                                                                                  | Rockingham                     | Rockingham       |
| 父 Timoleon 1814 栗                                                                                   | 父の父Sir Archy 1805 鹿                                                                               | Castianira 1796 黒鹿                                                                                  | Tabitha                        |                  |
| 父 Timoleon 1814 栗                                                                                   | 父の母Saltram Mare 1801 栗                                                                            | Saltram 1780 黒鹿                                                                                     | Eclipse                        | Eclipse          |
| 父 Timoleon 1814 栗                                                                                   | 父の母Saltram Mare 1801 栗                                                                            | Saltram 1780 黒鹿                                                                                     | virago                         |                  |
| 父 Timoleon 1814 栗                                                                                   | 父の母Saltram Mare 1801 栗                                                                            | Symme's Wildair Mare                                                                                  | Syme's Wildair                 | Syme's Wildair   |
| 父 Timoleon 1814 栗                                                                                   | 父の母Saltram Mare 1801 栗                                                                            | Symme's Wildair Mare                                                                                  | Driver Mare                    |                  |
| 母 Sister to Tuckahoe 1814 栗                                                                         | 母の父Ball's Florizel 1801 栗                                                                         | Diomed 1777 栗                                                                                        | Frorizel                       | Frorizel         |
| 母 Sister to Tuckahoe 1814 栗                                                                         | 母の父Ball's Florizel 1801 栗                                                                         | Diomed 1777 栗                                                                                        | Spectator Mare                 |                  |
| 母 Sister to Tuckahoe 1814 栗                                                                         | 母の父Ball's Florizel 1801 栗                                                                         | Shark Mare 1785                                                                                       | Shark                          | Shark            |
| 母 Sister to Tuckahoe 1814 栗                                                                         | 母の父Ball's Florizel 1801 栗                                                                         | Shark Mare 1785                                                                                       | Eclipse Mare                   |                  |
| 母 Sister to Tuckahoe 1814 栗                                                                         | 母の母Alderman Mare 1799 鹿                                                                           | Alderman 1787 黒鹿                                                                                    | Pot-8-Os                       | Pot-8-Os         |
| 母 Sister to Tuckahoe 1814 栗                                                                         | 母の母Alderman Mare 1799 鹿                                                                           | Alderman 1787 黒鹿                                                                                    | Lady bolingbroke               |                  |
| 母 Sister to Tuckahoe 1814 栗                                                                         | 母の母Alderman Mare 1799 鹿                                                                           | Clockfast Mare                                                                                        | Clockfast                      | Clockfast        |
| 母 Sister to Tuckahoe 1814 栗                                                                         | 母の母Alderman Mare 1799 鹿                                                                           | Clockfast Mare                                                                                        | Wildair Mare                   |                  |
| 母系(F-No.)                                                                                           | F-No.40(FN:ファミリーナンバー)                                                                        | F-No.40(FN:ファミリーナンバー)                                                                        | F-No.40(FN:ファミリーナンバー) |                  |
| 出典                                                                                                  | 1. | 1. | 1.                             | 1.               |